# نپولیسی
نپولیسی (به چکی: Nepolisy) یک منطقهٔ مسکونی در جمهوری چک است که در ناحیه هرادتس کرالووه واقع شده‌است. نپولیسی ۸۸۲ نفر جمعیت دارد.